# Madjid Ben Haddou
Pour les articles homonymes, voir Ben Haddou.
Madjid Ben Haddou est un footballeur marocain né le 30 octobre 1975 à Mers El-Kébir en Algérie. Il évolue au poste de milieu de terrain gauche ou droit de la fin des années 1990 au milieu des années 2000.
Il fait l'essentiel de sa carrière à l'OGC Nice et dispute 32 match en Ligue 1 et 53 matchs en Ligue 2.
Son but le plus légendaire c'est en final de la Coupe de France 1996/1997 dans les arrêts de jeu pour faire gagner la Coupe de France pour la 3eme fois a l'Olympique Gymnaste Club de Nice.
L'équipe national d'Algérie l'avait sélectionné pour la CAN en 2000 au Ghana et Nigéria , il refuseras la sélections car il est d'origine marocaine.
Et en 2002 il est sélectionné par l'équipe national du Maroc pour jouer la CAN au mali.
Mais il se blessera juste avant contre L'olympique de Marseille par Souleymane Diawara , qui lui coutera sa retraite.
Mais en 2005 il se reconvertie en coach-entraineur à la Trinité SFC ou il montera le club en CFA.